# Hoàng Mãnh
Hoàng Mãnh (1933 – 2015) là một nghệ sĩ dương cầm, nghệ sĩ ưu tú người Việt Nam. Ông được xem là một trong những nghệ sĩ đệm đàn piano cho thanh nhạc đáng chú ý của nền âm nhạc Việt Nam thế kỷ 20.

## Thân thế
Hoàng Mãnh có tên khai sinh là Võ Đức Quý. Ông sinh ra tại Sài Gòn vào năm 1933, là con trai nhạc sĩ Võ Đức Thu. Hoàng Mãnh tham gia Cách mạng tại Việt Nam và hoạt động văn nghệ phục vụ cách mạng từ lúc còn tuổi thiếu niên với phong cầm đệm cho Quốc Hương hát tại rất nhiều nơi ở Nam Bộ thời kỳ sau Cách mạng Tháng Tám 1945 và trong chiến tranh Đông Dương.

## Sự nghiệp
Sau khi Việt Nam giành được hoà bình, Hoàng Mãnh tập kết ra Bắc rồi làm việc ở Đài Tiếng nói Việt Nam. Thời điểm này, hầu hết các ca khúc sáng tác đều không có phần đệm của tác giả nên ông đã thức trắng nhiều đêm nhằm tìm cách sáng tạo bè đệm cho các ca khúc Việt Nam. Trong vòng hơn 20 năm ông sáng tác và đệm cho hầu hết các ca sĩ Đài phát thanh tiếng nói Việt Nam như: Quốc Hương, Thanh Huyền, Thương Huyền, Bích Liên... và góp phần quan trọng vào sự nghiệp của họ.
Năm 1961, ông có dịp học khóa đại học piano đầu tiên ở Trường Âm nhạc Việt Nam (nay là Học viện Âm nhạc Quốc gia Việt Nam) với nghệ sĩ nhân dân Thái Thị Liên. Sau khi học xong, ông lại trở về làm việc tại Đài tiếng nói Việt Nam. Sau sự kiện 30 tháng 4 năm 1975, ông trở về quê hương là thành phố Hồ Chí Minh để tiếp tục làm việc đến lúc nghỉ hưu.
Ông đã có nhiều đóng góp xứng đáng cho âm nhạc trên làn sóng của cả nước. Được Nhà nước tặng danh hiệu Nghệ sĩ Ưu tú đợt đầu (1984), Huân chương Kháng chiến chống Mỹ hạng Nhất, Huy chương Kháng chiến chống Pháp hạng Nhất, Huy chương Vì sự nghiệp Văn học - Nghệ thuật Việt Nam, Huy chương Vì sự nghiệp Âm nhạc Việt Nam, Huy chương Vì sự nghiệp Văn hóa – Thông tin, Huy chương Vì sự nghiệp Phát thanh.
Ông qua đời năm 2015.